# South Downs

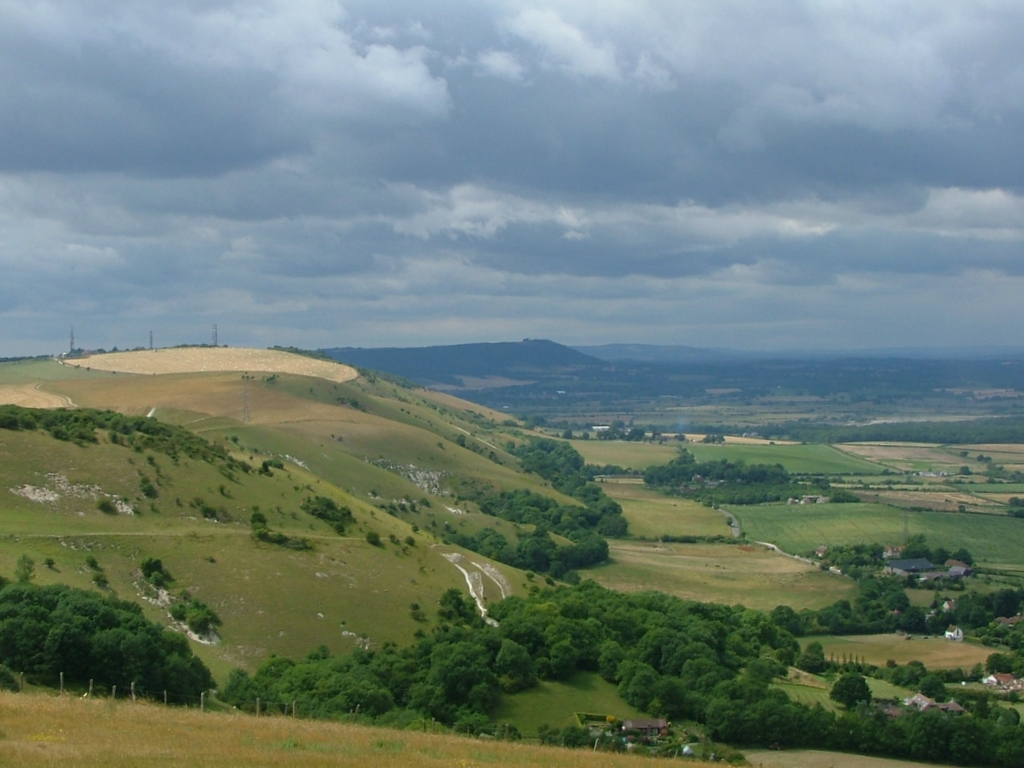
South Downs

South Downs – pasmo kredowych wzgórz w południowo-wschodniej Anglii, w hrabstwach Hampshire, West Sussex i East Sussex, rozciągające się wzdłuż wybrzeża kanału La Manche, od okolic miasta Winchester na zachodzie po Eastbourne na wschodzie. Najwyższy szczyt – Butser Hill liczy 270 m n.p.m.
Pasmo znajduje się na terenie Parku Narodowego South Downs.